# Битва за Великий Редан
Битва під Великим Реданом (рос. Оборона Третьего бастиона) — головна битва під час Кримської війни, що велася між британськими військами проти Росії 18 червня та 8 вересня 1855 року в рамках облоги Севастополя. Французька армія успішно штурмувала редут Малакофф, тоді як одночасну атаку британців на Великий Редан на південь від Малакофф було відбито. Сучасні коментатори припускають, що, хоча Редан став таким важливим для вікторіанської епохи, він, ймовірно, не був життєво важливим для взяття Севастополя. Набагато важливішим був форт у Малахові, який перебував у сфері впливу Франції. Коли французи штурмували його після одинадцятимісячної облоги, що останнє, британська атака на Редан стала дещо непотрібною.

## Історія
Росія напала на Османську імперію в 1853 році, прагнучи територіального розширення, але їхнє вторгнення було відбито. На початку 1854 року британський і французький уряди висунули ультиматум Росії про припинення агресії проти османів, але це було відхилено, що призвело до стану війни між цими державами. Франко-британський флот увійшов у Чорне море з наміром знищити російський флот. Після знищення другорядної військово-морської бази в Одесі їх увага звернулася до головної російської бази в Севастополі.
Висадившись у Євпаторії, союзники розбили російську армію в битві на Альмі. Потім союзники рушили до Севастополя і вклали його. Спроби росіян прорвати облогу провалилися, і французи відмовилися робити агресивні рухи проти російських укріплень, навіть відмовившись атакувати після «другого бомбардування». Ситуація змінилася 16 травня 1855 року, коли Пелісьє прийняв командування французькою армією та домовився з британським командувачем лордом Регланом про те, що російські укріплення повинні бути атакувані. Це призвело до трьох наступів союзників влітку 1855 року, остання з яких розгромила російську оборону.
До весни 1855 року англійці контролювали центральний сектор союзної лінії. Британська «права атака» зіткнулася з російським «Бастіоном № 3», який зазвичай називають «Великим Реданом». Британська «ліва атака» зіткнулася з «Бастіоном № 4», який англійці називали «Флагстаффським бастіоном». Ліворуч французький 1-й емський корпус зіткнувся з бастіонами № 1. 4, 5 і 6 (це кут на російській лінії, де британський і французький сектори зустрілися біля бастіону № 4), а праворуч французький 2емський корпус зіткнувся з бастіонами № 2 (Малий Редан) і № 3 (Малаков).

## Перший наступ 6–9 червня 1855 р
Перший наступ союзників мав на меті завоювати позиції та просунутися на паралелі. Після кількох днів бомбардування дві атаки, одна британська та друга французька, були повністю успішними, і союзники утримали всі свої здобутки проти сильних російських контратак. Британська атака була спрямована проти «Каменоломень» і була здійснена частинами легкої та 2-ї дивізій (права атака). Вони просунулися вперед настільки, що Великий Редан опинився в радіусі атаки. Одночасна атака французів на Мамелон дозволила їм просунути свої паралелі проти Малакова.

## Другий наступ 17–18 червня 1855 р
Після успіхів на початку червня було вирішено спробувати загальний штурм усієї російської лінії. 17 червня «четверте бомбардування» змусило російські батареї замовкнути, і було запропоновано штурм 18-го. Лорд Реглан запропонував ще дві години бомбардування, щоб знищити будь-які ремонтні роботи, зроблені вночі, і придушити оборону. Пелісьє запропонував атакувати на світанку (03:00) без подальшої підготовки, а Реглан погодився атакувати якомога швидше після початку французького штурму. 
Британські штурмові сили складалися з трьох бригад, за планом було зайняти фланги Великого Редана 1-ю бригадою легкої дивізії під командуванням полковника Йе праворуч і 1-ю бригадою 4-ї дивізії під командуванням генерал-майора сера Джона Кемпбелла ліворуч. Потім бригада 2-ї дивізії під командуванням полковника Чарльза Троллопа атакувала власне Редан. Інші чотири бригади цих трьох дивізій (у 2-й дивізії на той час було три бригади) були в резерві, готові атакувати повз Редан. Під час лівої атаки 3-ій дивізії сера Річарда Інгленда було наказано провести демонстрацію проти редуту № 4, а 1-шу дивізію було піднято як останній резерв. 
Французька атака на світанку була фіаско. Росіяни, як і передбачав Реглан, відремонтували свої роботи та підготували їх до штурму. Французи, на жаль, зірвали свої приготування, і були виявлені, коли вони ще рухалися до місць збору. Агресивні росіяни негайно надіслали сильні бойові патрулі, щоб вступити в бойову атаку з французами в районах їхнього збору, і, знаючи, що їх викрили, місцеві французькі командири розпочали атаку майже за годину до того, як три сигнальні ракети були випущені о 03:00 для початку атаки. Таким чином, більшість французьких штурмових підрозділів не досягли своїх вихідних позицій, які були на відстані 400—600 ярдів від противника, оскільки вони не окопалися вперед. Французів вбивали на широких відкритих теренах. 
Реглан, побачивши вбитих французів, розпочав атаку, щоб відвернути увагу росіян і дати французам можливість відступити. Наступали лише бригади Йе та Кемпбелла (10 батальйонів), які потрапили під перехресний вогонь і зазнали значних втрат, включаючи обох командирів бригад. Атаку було перервано, і британці зазнали 1433 втрат, майже всі у двох атакуючих бригадах і майже всі в межах кількох десятків ярдів від лінії старту.
Після атаки французи не бажали розпочинати наступну атаку, доки не прокопають собі шлях вперед і не забезпечать хорошу вихідну лінію. Це тривало шість тижнів. Союзники використали відволікання атаки, щоб перекинути сили через річку Чорну, що спричинило російську контратаку в серпні та подальше бомбардування (п'яте), яке тривало десять днів, але не послідувало за наступом, оскільки французькі приготування були незавершеними.

## Третій і останній наступ 7–9 вересня 1855 р

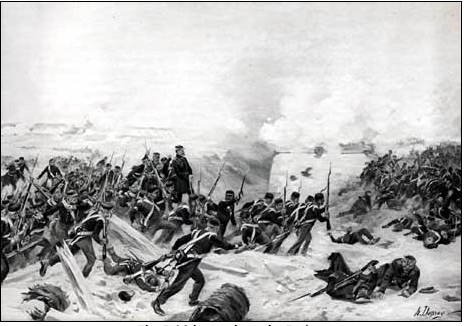
Англійці атакують Великий Редан

Оскільки французи просунулися вперед, союзники планували розпочати ще одну атаку, і план було встановлено 3 вересня. Атака почнеться з нападу 2-го французького корпусу на правий сектор, від Малого Редана до Малакова, чисельністю до 25 000 чоловік. Потім британці атакуватимуть Великий Редан у центрі, а з його захопленням 1-й французький корпус штурмуватиме Флагшток і Центральний бастіон.
7 вересня розпочався обстріл, який тривав до обіду 8 вересня. Потім 1-й французький корпус розпочав наступ на Малакофф і Літтл-Редан, який спочатку був успішним. Потім був зроблений сигнал для британців почати штурм (прапор Святого Георгія, піднятий над Мамелоном), і британці атакували Великий Редан.
Британські штурмові сили були сформовані з легкої та 2-ї дивізій. Кожна дивізія виставляла частину батальйону (по 200 чоловік кожен) вперед як стрільців і тримала бригаду, поділену на дві лінії (штурм і підтримку) по два батальйони (усі по 500 чоловік). Позаду них інша бригада дивізії була в резерві, а останній резерв, що складався з 1-ї бригади, високогірної дивізії з 1-ю бригадою, 4-ю приданою дивізією, був позаду них. У ліву атаку йшли 1-ша і 3-я дивізії та 2-га бригада 4-ї дивізії. Були задіяні лише батальйони прикриття, перша лінія штурму та половина допоміжної лінії штурму (10 батальйонів).
Дві головні бригади перебували під командуванням виконуючого обов'язки бригадного генерала Чарльза Еша Віндхема (відомого як Герой Редана) і бригадного генерала Гораціо Ширлі. Перед обличчям нищівного вогню росіян бригада Ширлі була відкинута перехресним вогнем зліва, але бригада Віндхема увірвалася на Великий Редан і розбила Володимирський полк. Віндхема позачергово присвоїли звання генерал-майора за «його видатну поведінку, коли він з великою безстрашністю та холоднокровністю очолив колону атаки, яка атакувала оборону противника».
Майор Августа Уелсфорд командувала групою драбин у початковій хвилі штурму Великого Редана. Під градом куль він подолав широкий відкритий простір у 400 метрів. Він дійшов до канави перед роботою і продовжив піднятися по одній із драбин, які були приставлені до контруступу. Коли він піднявся над краєм амбразури у верхній частині, зсередини пролунав постріл, який розніс йому голову. Велсфорд високо цінувався у своєму полку.

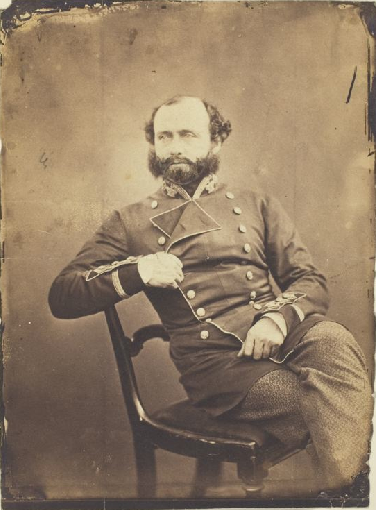
Сер Чарльз Еш Віндхем — «Герой Редана»

Інший офіцер Нової Шотландії, Вільям Бак Картью Август Паркер, також перетнув 400-метрове поле під вогнем, успішно подолав контруступ, проник усередину і зробив марну спробу зупинити відступ британців, перш ніж град куль поніс його всередину. канава.
Бригада Віндхема штурмувала і зайняла Редан, розгромивши захисників, і генералу ля Саллю, командуючому 1-м французьким корпусом, було надіслано сигнал (сигнальні ракети, випущені з батареї Ланкастерів) для штурму Флагстаффського бастіону (на який британська атака мала співпрацювати з). Однак Ла Саль не зміг негайно розпочати атаку, і гармати Флагстафського бастіону охопили підступи до Великого Редана, зупинивши британську підтримку, що висувається вперед. Протягом двох годин люди Віндхема утримували Великий Редан, а британська піхота чинила сильний вогонь по лінії російського резерву.
Місцевий російський командир, полковник Володимирського полку Венцель, не зміг згуртувати охоплені панікою війська, але як старший офіцер на місці наказав Селенгінському та Якутському полкам атакувати багнетом. Британські війська, що окупували Редан, вели бої годинами і відчували брак боєприпасів. Французи ліворуч не атакували, а 3000 росіян у щільному порядку наступали на багнети. Віндхем наказав відійти до рову перед Великим Реданом. Селенгінські знову зайняли Редан і відбили кілька незначних атак британської піхоти. Французький 1-й корпус на

Французькі атаки на Малакофф і Малий Редан і британські атаки на Великий Редан спочатку були успішними, але географія Малакоффа (вежа, оточена ровом) дозволила французам утримати позицію, незважаючи на сильні контратаки росіян . Два Редани, будучи, по суті, відкритими стінами, не підходили для оборони з тилу і не могли підтримуватися без великої кількості. І французи, і англійці на цих позиціях не змогли їх утримати.
Джеймс Сімпсон, командувач британської армії після смерті лорда Реглана, наступного ранку наказав розпочати ще один штурм Хайлендської та 3-ї дивізій, але о 23:00 росіяни підірвали свої магазини та відступили з Великого Редана. На світанку його зайняли горяни. Облога Севастополя була закінчена, а російський Чорноморський флот знищений.

## Втрати

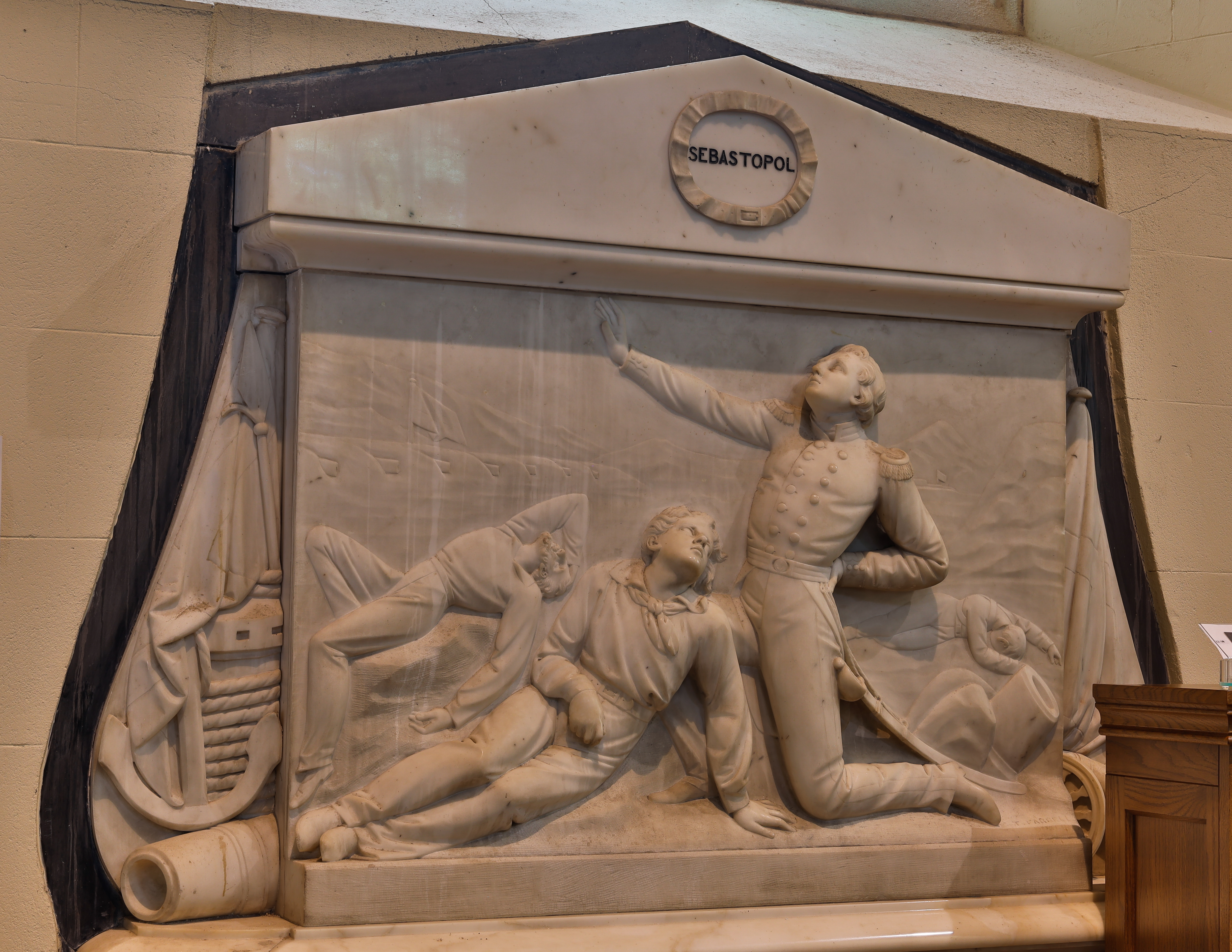
Меморіал Томаса Фаррелла в соборі Святого Патріка, Арма, лейтенанту Томасу Осборну Кідду, який був убитий 18 червня 1855 року, коли намагався повернути поранених.

Під час першої атаки (18 червня 1855 р.) англійці зазнали 1433 втрат, 155 убитих, 1126 поранених і 152 зниклих безвісти. Близько половини поранених були класифіковані як «легко поранені»
Під час другої атаки британці зазнали 2447 втрат, 385 убитих, 1886 поранених і 176 зниклих безвісти. Приблизно 2/3 поранених були класифіковані як «легко поранені».
Втрати росіян від цих дій пов'язані з атаками Франції, які відбулися одночасно. 18 червня росіяни зазнали 4352 втрати (700 убитими, 2828 важко пораненими, 860 легко пораненими і 14 зниклими безвісти). 8 вересня вони зазнали 11 692 втрат (2 685 убитих, 6 064 важко поранених, 1 180 легко поранених і 1 764 зниклих безвісти).

## Бойовий наказ, 8 вересня 1855 р
Російська армія Перша лінія (зліва направо)
- Суздальський полк (2 батальйони)
- Якутський полк (2 батальйони)
- Володимирський полк (2 батальйони) укомплектований власне «Великим Реданом» (редут № 3).
- Камчатський полк (2 батальйони)
- Зведений резервний полк
- Охотський полк (2 батальйони) на Пересипі

Резерв
- Селенгінський полк

Друга лінія була незадіяна.
Британська армія Права атака (15 батальйонів, близько 11 000 задіяних)
Штурмова група
- 2-га бригада, легка дивізія (19-а, 88-а[en], 90-та[en] та 97-а піхотні[en] з прикриттям 2-го Bn, стрілецької бригади (доданої з 1-ї Bde, легкого дивізіону) під командуванням бригадного генерала Гораціо Ширлі (19-й та 88-й піхотні не штурмували)

- 2-га бригада, 2-й дивізіон (41-й[en], 47-й[en], 49-й[en] і 62-й піхотний[en]) з 3-м піхотним[en] прикриттям (додається з 1-ї бригади, 2-го дивізіону) під командуванням виконуючого обов'язки бригадного генерала Чарльза Віндхема

Сили підтримки
- 1-ша бригада, легка дивізія (7-а, 23-я, 33-я, 34- та) з доданим 77-м піхотним полком (з 2-ї бригади, легка дивізія) під командуванням бригадного генерала Чарльза ван Штраубензі
- 1-ша бригада, 2-а дивізія (2/1-а, 30-та, 55-та та 95-та піхотні) під командуванням бригадного генерала Чарльза Уоррена (95-а не штурмувала)

Ліва атака та резервні сили правої атаки не були задіяні. Сили підтримки 2-ї бригади легкої дивізії (19-та та 88-а піхоти) і 95-ї піхоти не атакували.

## Спадщина
- Тезка судна «Герой Редан»

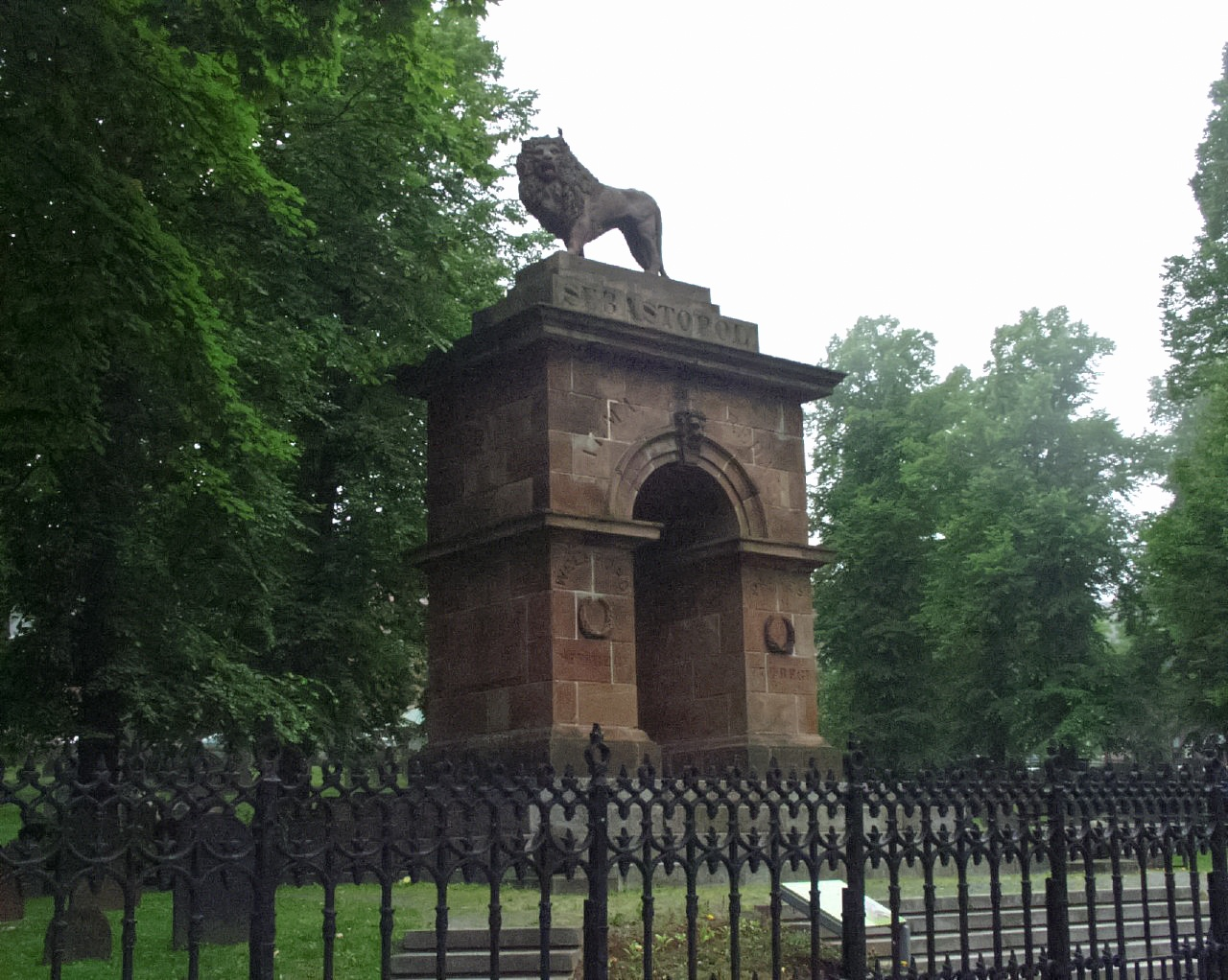
, Галіфакс, Нова Шотландія — пам'ятник воїнам, які загинули в битві при Великому Редані

- Тезка отворів Redan в архітектурі поля для гольфу;
- The Redan Inn (тепер The Quarterdeck) у Норт-Бервіку
- Redan Inn у Чилкомптоні, Сомерсет
- Редан Стріт, Шепердс Буш, Лондон
- Редан, передмістя Балларата, Вікторія, Австралія
- Редан-стріт, Сент-Кілда, Вікторія, Австралія
- Redan Road, Caulfield North, Вікторія, Австралія
- The Redan [Pub], кут Queensway і Westbourne Grove, Лондон W2; на його знаку зображено битву
- Паблік Редан на Торп-роуд у Норвічі спочатку називався «Герой Редана» на честь генерал-майора Чарльза Еша Віндхема
- Редан, район Мерігілл, Глазго, колишній паб під назвою «Редан» на Мерігілл-роуд, Глазго
- Редан Хілл Роуд, Олдершот у Гемпширі
- Пам'ятник британським солдатам, встановлений наступного року на місці битви, був зруйнований під час Другої світової війни[11]

Меморіал загиблому Томасу Едвіну Робертсу, королівському валлійському стрільцю, сержанту, з Холівелла, Північний Уельс.

## Подальше читання
- Greenwood, Adrian (2015). Victoria's Scottish Lion: The Life of Colin Campbell, Lord Clyde. UK: History Press. ISBN 978-0-75095-685-7.
- Kilworth, Garry, Attack on the Redan
- Mansfield, H.O., Charles Ashe Windham: A Norfolk Soldier (1810—1870)